# Морозова Долина
Моро́зова Доли́на (укр. Морозова Долина), село, Писаревский сельский совет, Золочевский район, Харьковская область.
Код КОАТУУ — 6322685006. Население по переписи 2001 года составляет 56 (27/29 м/ж) человек.

## Географическое положение
Село Морозова Долина находится на левом склоне яра Криничного между сёлами Лемещино и Гурьев (2 км).
По селу протекает пересыхающий ручей с запрудами.

## История
- В  1940 году, перед ВОВ, в селе было 78 дворов.[1]

## Экономика
- Молочно-товарная ферма.